# Soue
La Soue (également appelée le Lassoue, le Lachou, le Lassonne ou le Lassone) est un ruisseau français du département de la Dordogne, affluent du Blâme et sous-affluent de l’Auvézère.

## Géographie

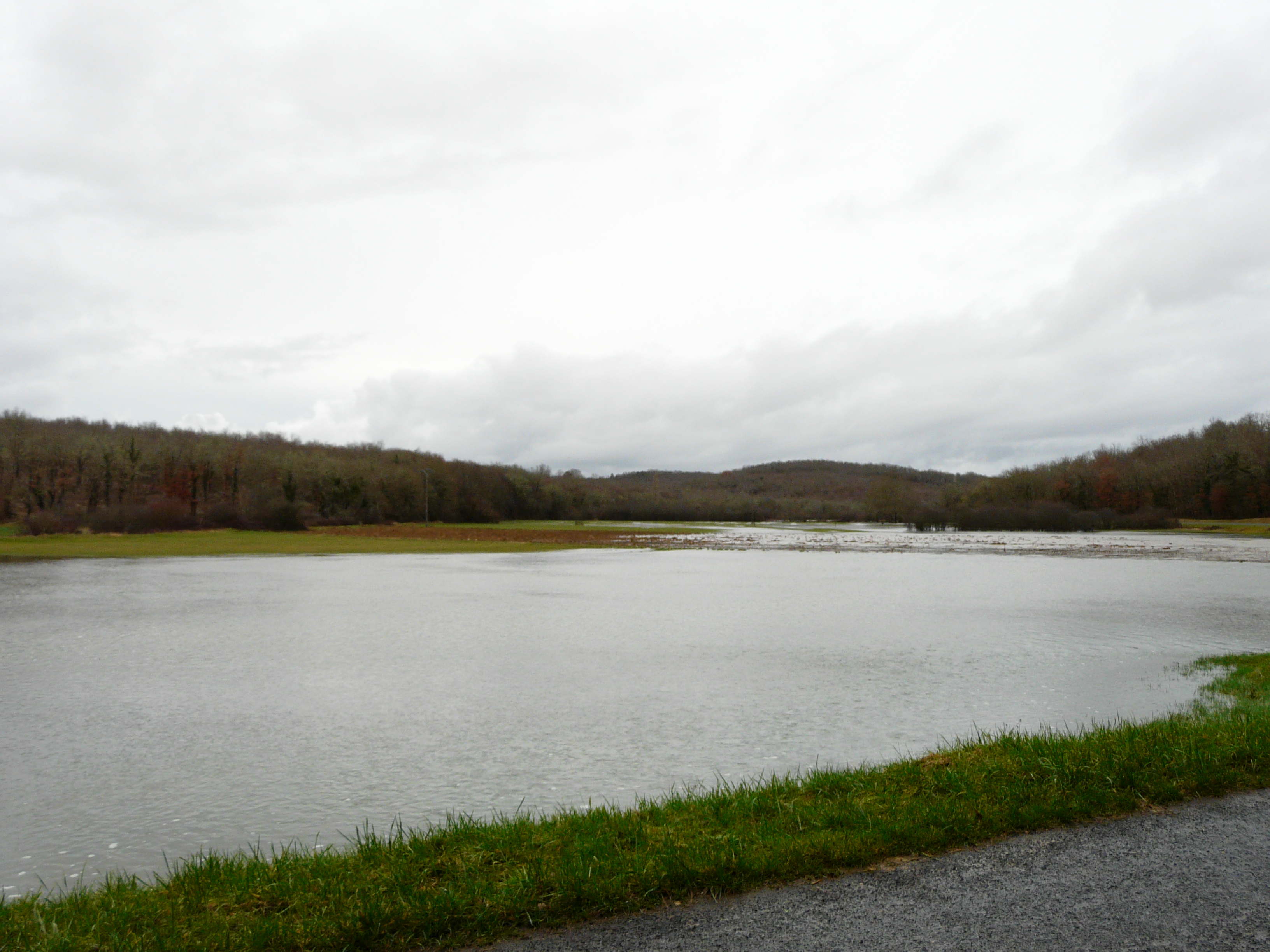
La vallée de la Soue lors d'une crue, le long de la RD 70 à Brouchaud.

La Soue naît au sortir d'un étang, vers 255 mètres d'altitude, sur la commune de Granges-d'Ans, environ 700 mètres à l'est du bourg, au sud du lieu-dit la Rolphie. Elle passe au nord du bourg puis arrose ensuite Sainte-Orse, passant juste au nord du bourg, ensuite sous la route départementale (RD) 67, au nord-ouest du Moulin de Lafaye, puis sous la RD 70 entre Clauds Vieux et les Michauds. Elle pénètre sur Gabillou, passant 400 mètres au nord du bourg puis est de nouveau franchie par la RD 70, en amont de Moulin-Neuf. Elle entre sur la commune de Brouchaud, passe en trois branches sous la RD 67E2 et rejoint le Blâme en rive droite, vers 135 mètres d'altitude, juste en amont et au sud-est du bourg.
Sur tout son parcours, la Soue est longée en permanence par la route départementale 70 qui la franchit à deux reprises, ne s'en éloignant pas de plus de 300 mètres.
Son cours est long de 11,9 km. Son bassin versant fait partie de la zone hydrographique du Blâme, qui s'étend sur 101 km2.

### Affluents
Le Sandre répertorie deux affluents intermittents à la Soue, le plus long mesurant 1,7 km.
La Soue n'ayant aucun sous-affluent répertorié, son rang de Strahler est de deux.

### Communes et département traversés
À l'intérieur du seul département de la Dordogne, la Soue arrose quatre communes, soit d'amont vers l'aval : Granges-d'Ans (source), Sainte-Orse, Gabillou et Brouchaud (confluence).

## Monuments ou sites remarquables à proximité
La Soue passe à Sainte-Orse, à faible distance de l'église paroissiale Saint-Ours du XIIe siècle et du château des XVe et XVIe siècles.

## Galerie de photos

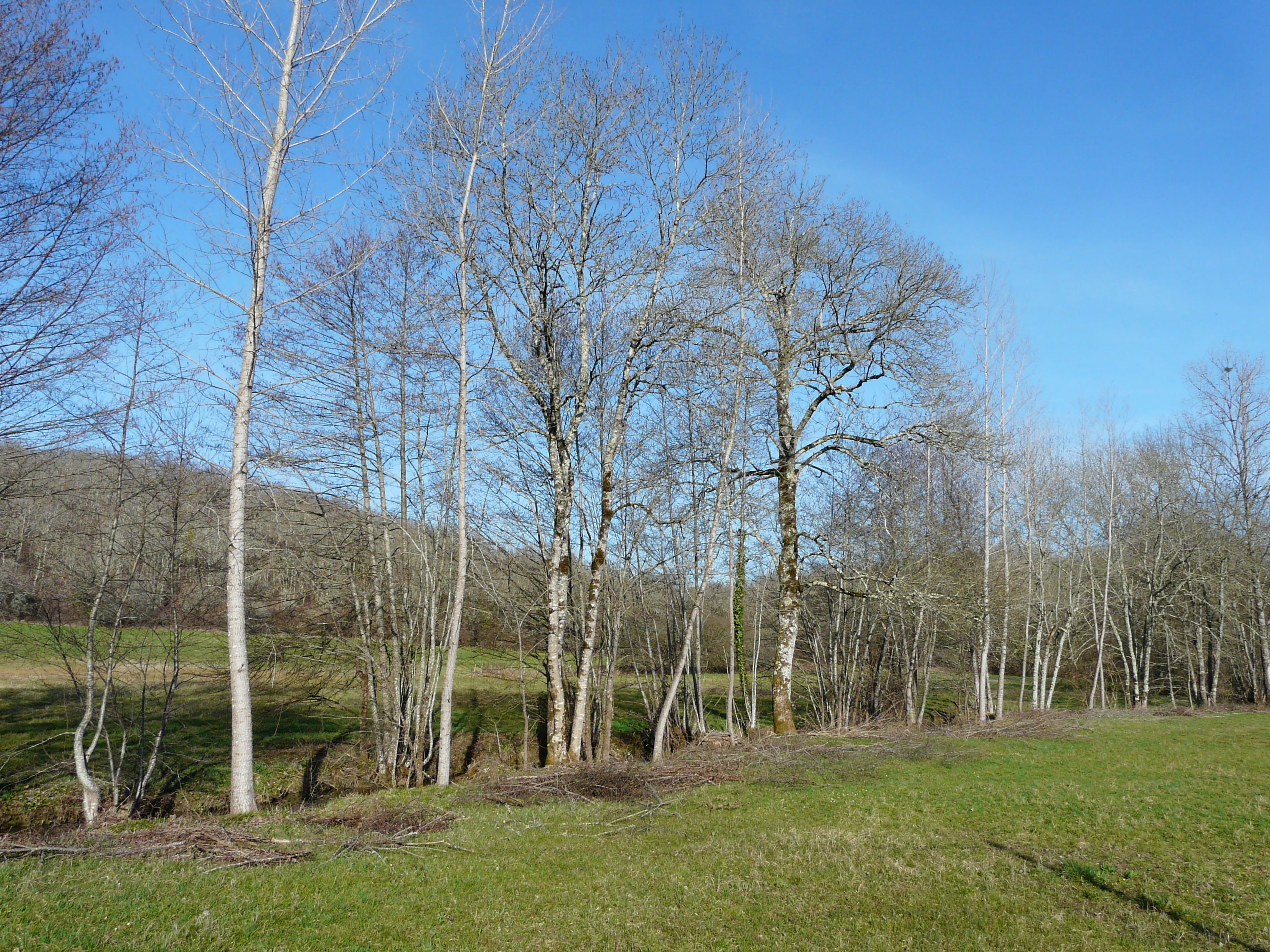
La vallée de la Soue au niveau de la RD 67, à Sainte-Orse.
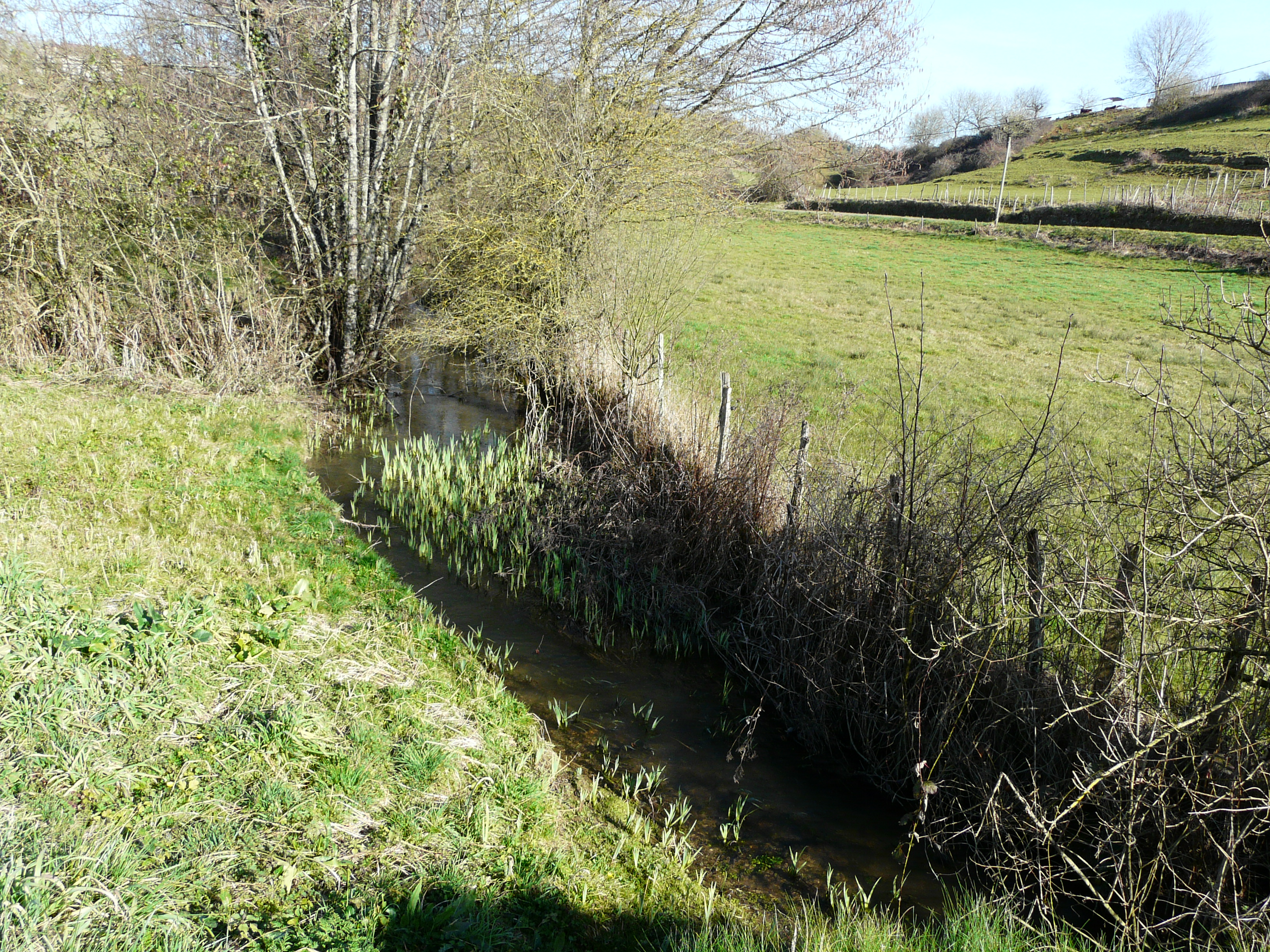
Au lieu-dit le Maine, en limites de Granges-d'Ans et Sainte-Orse.
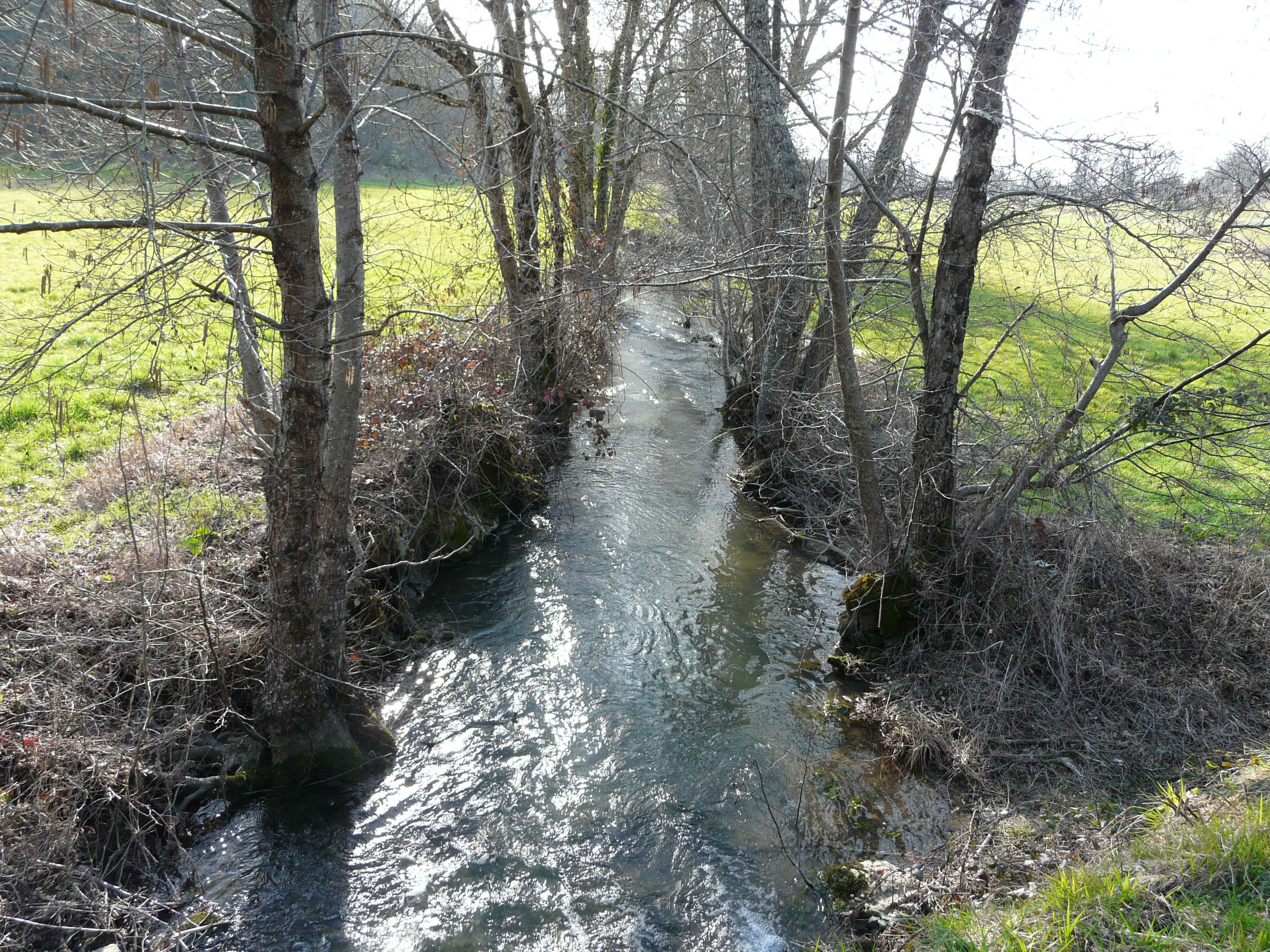
En aval de la RD 70, à Sainte-Orse.
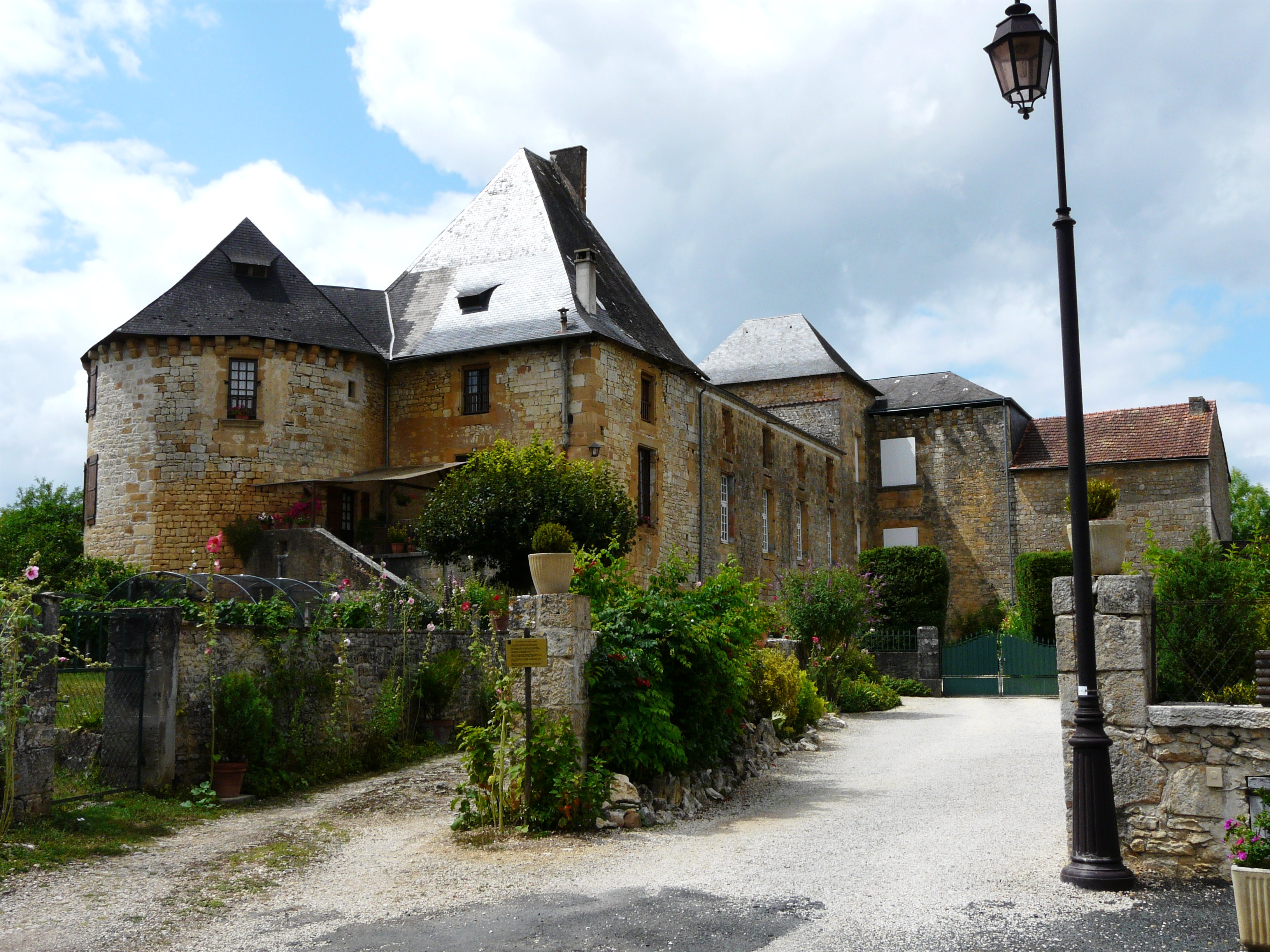
Le château de Sainte-Orse.